# Вейцман, Самуил Евзорович
Самуил Евзорович Вейцман (1881—1939) — российский и советский инженер, видный хозяйственный работник в металлопромышленности СССР; родной брат первого президента государства Израиль. Расстрелян НКВД.

## Биография
Вейцман родился в селении Мотоль (Мотыли) около Пинска в Российской империи, ныне Республика Беларусь. Отец, Евзор Хаимович Вейцман (1856—1911), служил чиновником конторы по сплаву леса; мать — Рахиль Михайловна Вейцман (1857—1935); сёстры — Мария Евзоровна Вейцман (1893—1974, врач), Анна Евзоровна (1895—1963, врач, химик-органик), Мария (Мерьям) Евзоровна Любжинская (1867—1947), Фрума Евзоровна (зубной врач), Гита Евзоровна Дунье (1888—?, музыкальный педагог), Мина Евзоровна (1907—1927); братья — Хаим Азриэль Вейцман (1874—1952), Хиель Евзорович Вейцман (1892—1957, агротехник). В доме Вейцмана царила атмосфера еврейской традиции, в которую, однако, проникли веяния просвещения и идеи еврейского национального возрождения.
В студенческие годы активно участвовал в еврейском социалистическом движении, за что подвергался преследованиям. Окончив Киевский политехнический институт, Вейцман работал сначала в Англии, а затем на разных заводах в России. 
После Октябрьского переворота все время активно работал в советской металлопромышленности: ответственным строителем Подольского паровозостроительного завода, главным инженером Брянского завода, членом ЦЕПТИ (Центрального правления заводов тяжелой индустрии юга России), членом коллегии Главметалла, в 1927 заместителем председателя правл. Гомзы и т.д.
Самуил Евзорович Вейцман расстрелян чекистами 7 марта 1939 года в Москве и похоронен на Донском кладбище.